# Apatoraptor
Apatoraptor ("Lupič bohyně klamu Apaté") byl rod teropodního oviraptorosaurního dinosaura, žijícího na území Severní Ameriky (kanadská Alberta) v období pozdní křídy (souvrství Horseshoe Canyon, asi před 74 miliony let).

## Historie
Fosilie dinosaura byly objeveny roku 1993 u městečka Drumheller v Albertě, jen tři kilometry od Royal Tyrell Museum of Paleontology. Původně se vědci domnívali, že se jedná o jeden z běžných exemplářů jakéhosi ornitomimida, a tak se fosilii nedostalo zasloužené pozornosti. Preparace kostry byla zahájena roku 2002, až v roce 2008 byl ale proveden podrobnější výzkum. V roce 2016 byl nový teropod popsán pod vědeckým jménem Apatoraptor pennatus. Rodové jméno odkazuje k jeho po dlouhá léta skryté identitě, druhové k tomu, že byl zaživa prokazatelně opeřený. Nebyly sice objeveny otisky per, ale ulnární papily (důlky na loketních kostech) prokazují, že musel mít opeřené přinejmenším přední končetiny.
Holotyp s katalogovým označením TMP 1993.051.0001 byl objeven v sedimentech Horsethief Member v rámci souvrství Horseshoe Canyon o stáří asi 74 milionů let (geologický stupeň kampán). Nález sestává z neúplně zachované postkraniální kostry a částí lebky. Zajímavé je, že větší část kostí byla artikulovaných, tedy ještě vzájemně spojených. Nález byl zkoumán i za pomoci moderních technik, jako je počítačová tomografie. Rozměry tohoto menšího teropoda byly odhadnuty na 2 metry délky, 80 až 90 cm výšky v nejvyšším bodě hřbetu a zhruba 18 až 20 kg hmotnosti.

## Klasifikace
Apatoraptor patří do vývojově vyspělé skupiny teropodů Oviraptorosauria, konkrétně do čeledi Caenagnathidae. Jeho sesterským druhem mohl být rod Elmisaurus. Dalším příbuzným je například geologicky mladší rod Anzu, jehož fosilie jsou známé ze souvrství Hell Creek.